# Castiel
Castiel () est une localité et une ancienne commune suisse du canton des Grisons, située dans la région de Plessur.

## Histoire
Le 1er janvier 2013, les communes de Calfreisen, Castiel, Langwies, Lüen, Molinis, Peist et Sankt Peter-Pagig ont été intégrées à celle d'Arosa.

## Patrimoine bâti
Église protestante. Église fondée en 1384, le clocher et les murs de la nef datent de cette époque. En 1477, reconstruction du chœur, voûtement de la nef en 1488. Rénovations 1917 et 1976-1978.
Viaduc de Langwiesen, sur la ligne de chemin de fer Coire-Arosa. Cet ouvrage, conçu en 1912-1914 par les ingénieurs H. Schürch et prof. Ritter, a été bâti par l'entreprise Ed. Züblin & Cie. Avec son arc en béton armé de 100 m, cette structure présentait la plus longue portée du monde.